# Grand Colombier (wyspa)
Grand Colombier – wyspa w Ameryce Północnej, we francuskim terytorium zamorskim Saint-Pierre i Miquelon.
Grand Colombier położona jest na północ od wyspy Saint-Pierre, kilkaset metrów od przylądka Pointe à Henry. Jest to skalista, niezamieszkana wyspa o długości ok. 1300 m i szerokości ok. 500 m. Po raz pierwszy została opisana i nazwana w 1544 roku przez Jeana Alfonse’a. Na północ od niej znajduje się niewielka wysepka zwana Petit Colombier.